# Prosopocera regalis
Prosopocera regalis là một loài bọ cánh cứng trong họ Cerambycidae.